# San Felipe Usila
San Felipe Usila es una localidad del estado mexicano de Oaxaca. Es cabecera del municipio de San Felipe Usila.

## Demografía
| Censo | Población |
| ----- | --------- |
| 1900  | 690       |
| 1910  | 1 478     |
| 1921  | 2 430     |
| 1930  | 1 709     |
| 1940  | 1 752     |
| 1950  | 2 009     |
| 1960  | 2 301     |
| 1970  | 2 348     |
| 1980  | 3 211     |
| 1990  | 4 342     |
| 1995  | 4 861     |
| 2000  | 4 802     |
| 2005  | 5 038     |
| 2010  | 4 838     |
| 2020  | 5 412     |